# Будяк Анатолій Володимирович
Анатолій Володимирович Будяк (нар. 29 вересня 1995, Вінниця, Україна) — український велогонщик, який виступає за польську команду Wibatech Merx 7R.

## Життєпис
У 2015 році Анатолій Будяк фінішував другим на Volta a Portugal do Futuro, п'ятим — у турі Балтик-Карконоше та десятим — на Гран-прі Сочі. У серпні став одним із відкриттів Tour de l'Avenir, яке завершив на чотирнадцятому місці. Однак у крові велгонщика знайшли одну із заборонених речовин, мезокарб. Внаслідок цього Міжнародний союз велосипедистів дискваліфікував українця до 27 лютого 2017 року.
У березні 2017 року, одразу по завершенні дискваліфікації, приєднався до команди ISD-Jorbi Continental. Одразу ж після повернення до професіональних змагань посів четверте місце в Тур Мерсін, п’яте — на чемпіонаті України з велоспорту на шосе та восьме місце на Тур Фучжоу. На Кубку Націй U-23 2017 року гучно заявив про себе, зайнявши восьме місце на Гран-прі Прісниц спа.
У 2018 році Анатолій Будяк приєднався до новоствореної української континентальної команди Львів. У кольорах нової команди став другим на етапі Тур Картьє, третім — на Тур Малопольська, сьомий — на Race Horizon Park та на чемпіонаті України з велоспорту на шосе. У липні взяв на себе лідерські функції в Іспанії, підписавши контракт з клубом ULB Sports-Natural Greatness. У новій команді проявив себе одразу, виграв перший етап Туру Авільї. У наступному раунді поступився Івану Мартінесу, в підсумку посівши друге місце на п'ядисталі пошани.

## Досягнення
- 2015
  - 2-е місце на Volta a Portugal do Futuro
- 2017
  - 2-е місце на чемпіонаті України з велоспорту на шосе
- 2018
  - 1-е місце на етапі Тур Авільї
  - 3-є місце на етапі Тур Леона
  - Вуельта Ветусти :
    - Генеральна класифікація
    - 1-й етап

  - 2-е місце на Тур Авільї
  - 2-е місце на Тур Леона
  - 3-є місце на Турі Малопольска
- 2019
  - 1-е місце на етапі Тур Малопольска
  - 2-е місце на Race Horizon Park
  - 2-е місце на Тур Малопольска
- 2020
  - 2-е місце на Гран-прі Манават
  - 3-є місце на Гран-прі Вело Аланья